# Anna Konkle
Anna Konkle (nacida el 7 de abril de 1987) es una actriz, escritora y directora estadounidense. Es conocida por cocrear y protagonizar Anna Kone en la serie de comedia televisiva original PEN15 de Hulu, junto a Maya Erskine. Su trabajo en la serie le valió dos nominaciones a los premios Primetime Emmy como Mejor guion - Serie de comedia en 2019 y mejor serie de comedia en 2021.

## Primeros años y educación
Konkle nació en Randolph, Vermont, el 7 de abril de 1987. En 1994, su familia se mudó a Scituate, Massachusetts, donde asistió a escuelas públicas. Sus padres se divorciaron cuando era adolescente, un tema que exploraría profundamente en PEN15.
Konkle asistió a la Tisch School of the Arts de la Universidad de Nueva York. Inicialmente estudió teatro musical, pero se trasladó al ala de teatro experimental de la escuela después de descubrir que tenía nódulos vocales. Durante su tercer año en la Universidad de Nueva York, asistió a un programa internacional de teatro experimental en Ámsterdam. Allí conoció a su compañera de estudios Maya Erskine, quien se convertiría en su mejor amiga y cocreadora de PEN15.

## Carrera
Konkle comenzó su carrera trabajando en películas estudiantiles mientras estaba en la Universidad de Nueva York y en teatro experimental. Durante la primera década de su carrera, apareció en pequeños papeles en programas de televisión como New Girl, Shameless y Ramy. De 2015 a 2017, apareció como Tara "TMI" Milly Izikoff en el elenco principal de Rosewood.
En 2019, Konkle cocreó con Maya Erskine y Sam Zvibleman la serie de comedia televisiva original PEN15 de Hulu. Konkle y Erskine interpretan versiones semificticias de ellos mismos de 13 años en una versión adulta de la escuela secundaria. El programa recibió elogios de la crítica y, por su trabajo, obtuvo dos nominaciones a los premios Primetime Emmy como Mejor guion - Serie de comedia en 2019 y Mejor serie de comedia en 2021.

## Vida personal
A principios de 2021, Konkle confirmó que le dio la bienvenida a su primera hija, Essie Wunderle Anfanger, con su pareja Alex Anfanger.

## Filmografía
| Año       | Título                             | Papel                     | Notas                                                               |
| --------- | ---------------------------------- | ------------------------- | ------------------------------------------------------------------- |
| 2013      | Betas                              | Enid                      | 2 episodios                                                         |
| 2014      | New Girl                           | Judy                      | Episodio: "Landline"                                                |
| 2015      | Man Seeking Woman                  | Kayla                     | Episodio: "Gavel"                                                   |
| 2015–2016 | Maron                              | Shay                      | 4 episodios                                                         |
| 2015–2017 | Rosewood                           | Tara "TMI" Milly Izikoff  | 44 episodios                                                        |
| 2017      | Home: Adventures with Tip &amp; Oh | Slushious (voz)           | 2 episodios                                                         |
| 2017      | Shameless                          | Tenant                    | Episodio: "Where's My Meth"                                         |
| 2019      | Ramy                               | Chloe                     | Episodio: "Between the Toes"                                        |
| 2019–2021 | PEN15                              | Anna Kone                 | 24-25 episodios; también creadora, escritora y productora ejecutiva |
| 2019      | Plus One                           | Jenna                     |                                                                     |
| 2019      | Baskets                            | Anita                     | 3 episodios                                                         |
| 2020      | Robot Chicken                      | Voz                       | Episodio: "Gracie Purgatory in: That's How You Get Hemorrhoids"     |
| 2020      | Big Mouth                          | Cafeteria Girl Izzy (voz) | Episodio: "Cafeteria Girls."                                        |
| 2021      | Together Together                  | Shayleen                  |                                                                     |
| 2022      | The Drop                           | Lex                       |                                                                     |
| 2023      | The Afterparty                     | Hannah Minnows            | Season 2                                                            |